# زهیر طالب عبدالستار النقیب
زهیر طالب عبدالستار النقیب (عربی: زهير طالب عبد الستار النقيب؛ ۱ ژانویهٔ ۱۹۴۶ – ۱۵ ژوئن ۲۰۲۰) سیاستمدار و فرمانده نظامی اهل عراق بود.